# Дэвис, Дэнни
Дэниел К. (Дэнни) Дэвис (родился 6 сентября 1941) — член Палаты представителей США от 7-го избирательного округа штата Иллинойс с 1997 года. Он является членом Демократической партии.

## Ранние годы, образование и карьера
Дэвис родился в Паркдейл (Арканзас), получил образование в Чикагском университете. До своей политической карьеры Дэвис работал госслужащим, учителем средней школы, исполнительным директором различных общественных и медицинских организаций.

## Палата представителей США

### Должности в комитетах
- Комитет по Национальной безопасности
  - Подкомитет по надзору, исследованиям и управлению
  - Подкомитет по безопасности транспортного движения
- Комитет по надзору и правительственной реформе
  - Подкомитет по Федеральному труду, Почтовой службе США и трудовой политике
  - Подкомитет по вопросам здравоохранения в округе Колумбия, переписи и Национальным архивам (заместитель председателя)

## Партийное руководство и членство во фракции
- Председатель Почтового кокуса Конгресса США
- Заместитель председателя фракции

Дэвис был одним из 31 американских представителей, которые проголосовали против подсчета голосов выборщиков в Огайо на президентских выборах 2004 года.

## Коронация Мун Сон Мёна

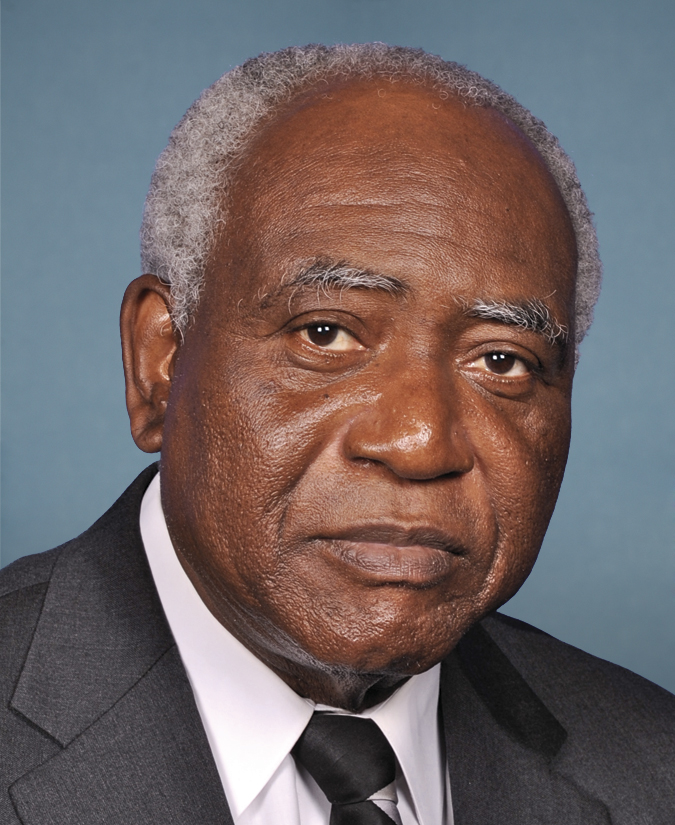
Дэнни Дэвис в 2007 году

В 2004 году вызвало споры на национальном уровне то, что Дэвис надел корону на голову Мун Сон Мёна во время религиозной церемонии в офисном Здании Сената США имени Дирксена. Мун объявил себя Мессией на этой церемонии коронации, на которой, как оказалось, Дэвис по приглашению выступил в качестве сопредседателя-организатора. Дэвис в белых перчатках поднес корону на подушке, чтобы короновать Муна и его жену «Королём и Королевой Мира (англ. Peace)». Дэвис сказал газете Christian Challenge, что провозглашение Муна самого себя Мессией сродни тому, как если бы владелец бейсбольной команды говорит членам команды, что «мы самая лучшая команда на земле» перед бейсбольной игрой. Дэвис сказал, что награда мира «признает заслуги людей, вносящих свой вклад в дело мира. Конечно, высшее признание идет наибольшему вкладчику и наибольшим вкладчиком является Преподобный Мун, поэтому они придумали лучшую альтернативу всяким сертификатам и нагрудным бляхам, которые получают все остальные». Журнал Салон позже писал, что Дэвис был единственным членом Конгресса, гордившимся своим присутствием на церемонии. В 2003 году Дэвис выступил с хвалебной речью в Палате представителей в адрес Муна, вместе с конгрессменом Куртом Уэлдоном. Дэвис сказал: «Многие из моих коллег присоединяются ко мне, как джентльмен из Пенсильвании мистер Уэлдон, сопредседатель, отдавая дань почтения некоторым из выдающихся американцев из нашего округа. Мы благодарны основателям Лиги Послов мира, Преподобному и г-же Мун, за популяризацию концепции мира во всем мире, и мы признательны им за их работу».

## Личная жизнь
Дэвис является членом братства Альфа Фи Альфа. Дэвис выделился своей поддержкой Национальной федерации слепых.